# TV Bliesen
Der Turnverein „Blies“ Bliesen e.V. ist ein deutscher Sportverein mit Sitz im Stadtteil Bliesen der saarländischen Kreisstadt St. Wendel im gleichnamigen Landkreis. Er ist besonders bekannt durch seine Volleyball-Abteilung, deren Männer-Mannschaft in der dritten Liga spielt und auch schon in der zweiten Liga spielte.

## Geschichte der Volleyball-Abteilung
Zur Saison 2014/15 stieg die erste Männer-Mannschaft erstmals in die dritte Liga auf. Dort spielte das Team in der Liga Süd und erreichte nach 18 gespielten Partien mit 27 Punkten direkt in der ersten Saison den vierten Platz. In der Folgesaison landete man wieder auf dem vierten Platz, diesmal jedoch mit 35 Punkten. Am Ende der Spielzeit 2016/17 reichte es jedoch mit 18 Punkten nur für den siebten Platz, aufgrund verschiedener Konstellationen der direkten Konkurrenz, was ein Klassenerhalt aber stets sicher. Auch im Verlauf der Saison 2017/18 sammelte man wieder nur so viele Punkte, dass es am Ende für den siebten Platz reichte, mit 24 Punkten hatte man jedoch immer noch einen Vorsprung von 11 Punkten auf den ersten Absteiger. In der Saison 2018/19 lief es dann wieder besser und ein weiteres Mal gelang es mit 34 Punkten den vierten Platz am Ende der Saison einzunehmen.
Der große Wurf gelang dann am Ende der Saison 2019/20, welche aufgrund der COVID-19-Pandemie vorzeitig abgebrochen wurde. Hier wurde nun die Tabelle gewertet wie sie zu diesem Zeitpunkt war. Aus 16 gespielten Partien konnte die Mannschaft in dieser Zeit bislang 14 Siege mitnehmen und lag mit 43 Punkten auch acht Punkte vor dem zweitplatzierten SV Fellbach. Damit durfte die Mannschaft zur nächsten Saison in die 2. Bundesliga Süd aufsteigen. In der Spielzeit 2020/21 gelang es der Mannschaft jedoch nicht sich länger in dieser Spielklasse zu halten. Mit sechs gewonnenen Spielen aus 18 gespielten reichte es nur für den 14. Platz. Zwar platzierten sich die Volley YoungStars Friedrichshafen noch darunter, jedoch mussten diese aufgrund ihres Sonderstartrechts nicht absteigen. Seit der Saison 2021/22 spielt die Mannschaft somit wieder in der dritten Liga.